# Лауласмаа (природна територія)
Приро́дна терито́рія Ла́уласмаа (ест. Laulasmaa loodusala) — природоохоронна територія в Естонії, у волості Ляене-Гар'ю повіту Гар'юмаа. Входить до Європейської екологічної мережі Natura 2000.

## Розташування
Поблизу природоохоронної території розташовуються села Меремийза та Лауласмаа.

## Опис
Код: EE0010122
Загальна площа — 130,4 га, у тому числі площа водойм — 2,9 га.
Природна територія утворена 5 серпня 2004 року
Метою створення об'єкта є збереження 7 типів природних оселищ (Директива 92/43/ЄЕС, Додаток I):
| Код   | Тип оселища                                                           | Площа, га |
| ----- | --------------------------------------------------------------------- | --------- |
| 1150* | Узбережні лагуни                                                      | 1,9       |
| 1640  | Бореальні балтійські піщані пляжі з багаторічною рослинністю          | 9,7       |
| 2110  | Початкові стадії рухомих дюн                                          | 2,6       |
| 2120  | Рухомі дюни вздовж берегової лінії з Ammophila arenaria («білі дюни») | 2,6       |
| 2180  | Заліснені дюни атлантичного, континентального та бореального регіонів | 90,4      |
| 8210  | Карбонатні скелясті схили з хазмофітною рослинністю                   | 0,1       |
| 9180* | Ліси Tilio-Acerion на схилах, кам'янистих осипищах і в ущелинах       | 0,1       |

На території природної області охороняється (Директива 92/43/ЄЕС, Додаток II) вид черевоногих равлик-завиток лівозакручений (Vertigo angustior).